# Sindrome della sella vuota

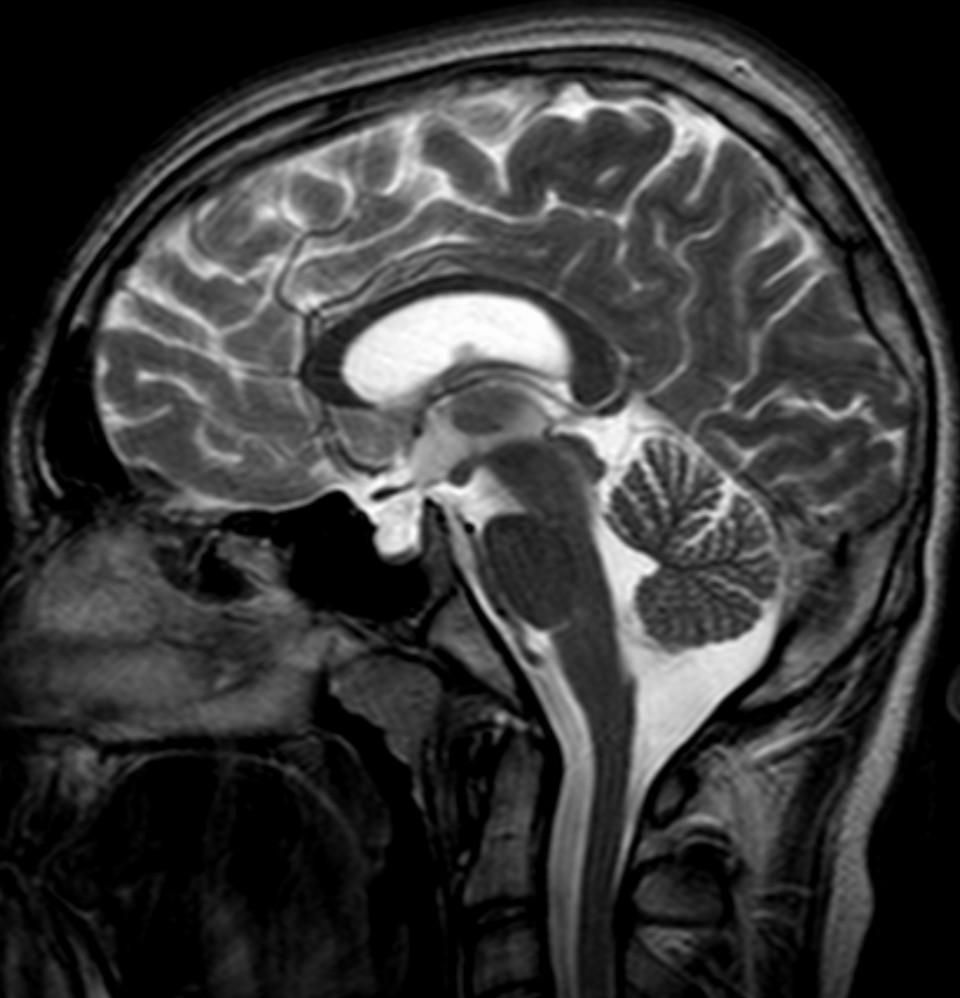
Sella vuota in una immagine di risonanza magnetica (T2 piano sagittale)

La sindrome della sella vuota è un disturbo medico che coinvolge la sella turcica, una struttura ossea alla base del cervello che circonda e protegge l'ipofisi. Essa è una condizione spesso scoperta durante le indagini per i disordini ipofisari, quando l'imaging radiologico della ghiandola rivela una sella turcica che sembra essere vuota ("sella parzialmente vuota"). In questi casi l'ipofisi si è ridotta o diventa appiattita, in quanto la sella viene ad essere occupata da un diverticolo aracnoideo contenente liquor, che schiaccia la ghiandola pituitaria contro la parete sellare.

## Classificazione
Ci sono due tipi di sindrome della sella vuota: primitiva e secondaria.
- Nella sella vuota primitiva vi è un difetto del diaframma sellare che permette alla membrana aracnoidale e al liquor di erniare nella sella con conseguente espansione della stessa e compressione dell'ipofisi. I pazienti colpiti sono in genere donne (circa 80%) obese e ipertese, con una storia di gravidanze multiple. Spesso i pazienti presentano un'ipertensione endocranica idiopatica o rinoliquorrea.
- Nella sella vuota secondaria le cause possono essere dovute a atrofia della ghiandola pituitaria come conseguenza di traumi, interventi chirurgici o terapia radiante. I soggetti con sindrome della sella vuota secondaria a distruzione dell'ipofisi possono manifestare sintomi che riflettono la perdita di funzione della ghiandola (ipopituitarismo): ad esempio alterazioni del ciclo mestruale, infertilità, affaticabilità e intolleranza a stress e infezioni. Altri sintomi sono correlabili a lesioni occupanti spazio (es. cefalea, difetti del campo visivo, talvolta alterazioni dell'appetito e della sete)

## Condizioni associate e diagnosi
La condizione può essere associata ad insorgenza precoce della pubertà, deficit di qualsiasi ormone ipofisario e tumori pituitari. A volte può manifestarsi anche iperprolattinemia. Il sintomo più frequente è la cefalea, cui possono associarsi alterazioni visive dovute alla compressione del chiasma ottico e rinoliquorrea.
Scansioni di risonanza magnetica sono utili nella valutazione della patologia e permette una diagnosi differenziale con altri disturbi che producono una sella allargata.

## Diagnosi differenziale
Le principali diagnosi da differenziare con la sindrome della sella vuota sono l'ipertensione endocranica (primitiva o secondaria) e una ciste epidermoide che, alla esecuzione di scansioni TAC, può mimare il fluido cerebrospinale a causa della sua bassa densità. Le scansioni RMN sono generalmente in grado di distinguere tra le due cause.

## Trattamento
A meno che non si instaurino altri problemi medici, il trattamento per la disfunzione endocrina associata alla disfunzione ipofisaria è di supporto e focalizzato sui sintomi, correggendo il deficit ormonale. In alcuni casi, può essere necessario un intervento chirurgico.

## Prognosi
Tale condizione non rappresenta un diretto pericolo per la vita. Tuttavia gli inconvenienti che sono causati da questa sindrome, quali cefalea, riduzione dell'acuità visiva, ma soprattutto le forti vertigini improvvise, possono essere causa di notevoli problemi ad un vivere quotidiano normale se non trattati in modo adeguato.